# Masters de Indian Wells 2012
El Masters de Indian Wells 2012, llamado BNP Paribas Open por motivos de patrocinio, fue un torneo de tenis que se disputó en el Indian Wells Tennis Garden de Indian Wells, en California (Estados Unidos), entre el 8 y el 18 de marzo de ese año. Se trató de la 37.ª edición del evento para los hombres y de la 24.ª para las mujeres, clasificado como un ATP World Tour Masters 1000 en el ATP World Tour y un Premier Mandatory en el WTA Tour.

## Campeones

### Individuales masculino

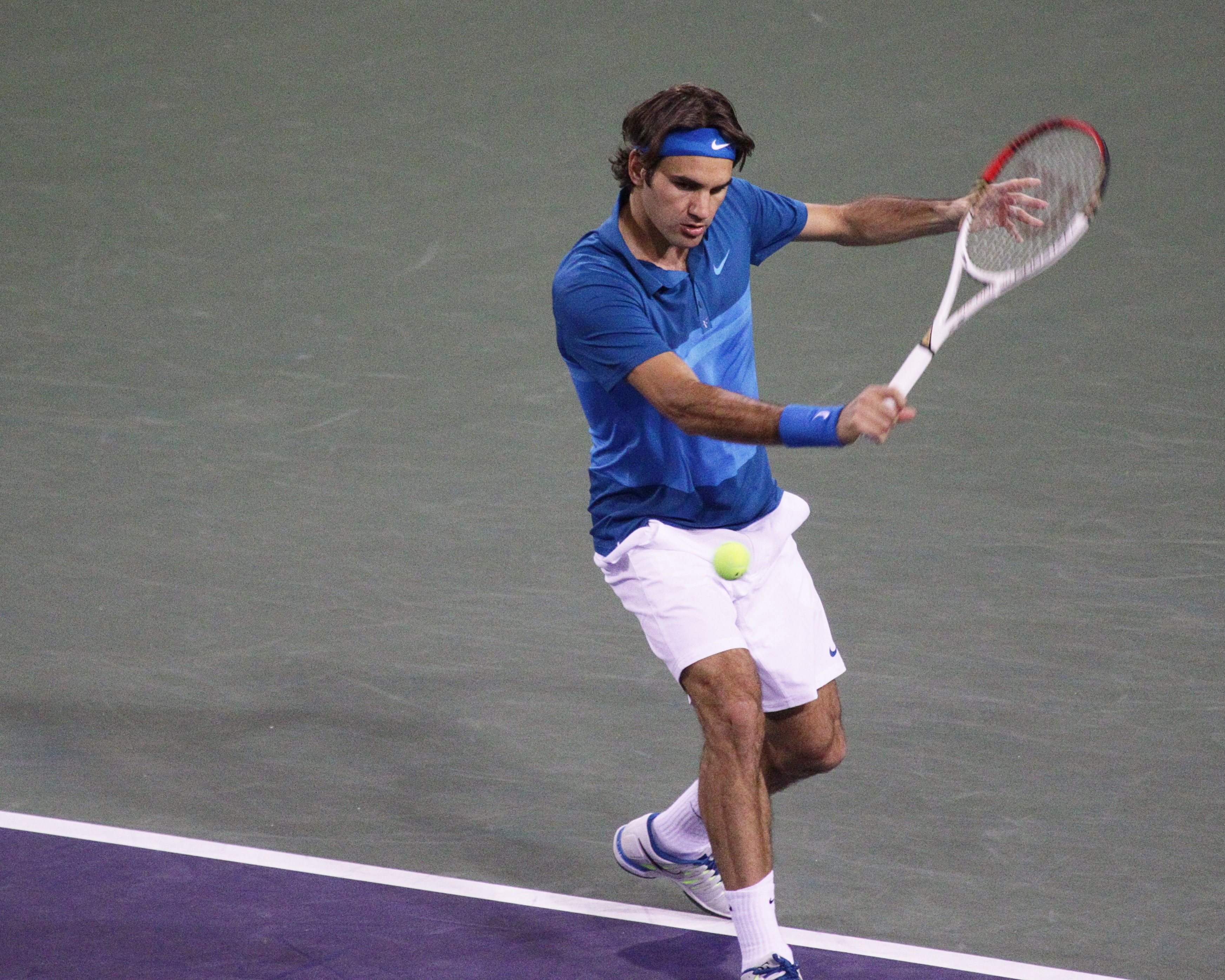
El campeón en individuales fue Roger Federer, logrando su cuarto título en Indian Wells.

- Roger Federer derrotó a  John Isner por 7-6(7) y 6-3.
- Fue el tercer título de Federer en el año y el 73 de su carrera.  También su cuarta victoria en Indian Wells, que ya había ganado en 2004, 2005 y 2006. Siendo su 19° título en Masters 1000, empatando el récord de Rafael Nadal.

### Individuales femenino
- Victoria Azarenka derrotó a  María Sharápova por 6-2, 6-3.

### Dobles masculino
- Marc López /  Rafael Nadal derrotaron a  John Isner /  Sam Querrey por 6-2, 7-6(3).

### Dobles femenino
- Liezel Huber /  Lisa Raymond derrotaron a  Sania Mirza /  Yelena Vesnina por 6-2, 6-3.